# Лаклед (Міссурі)
Лаклед (англ. Laclede) — місто (англ. city) в США, в окрузі Лінн штату Міссурі. Населення — 305 осіб (2020).

## Географія
Лаклед розташований за координатами 39°47′14″ пн. ш. 93°10′11″ зх. д. / 39.78722° пн. ш. 93.16972° зх. д. (39.787354, -93.169720).  За даними Бюро перепису населення США в 2010 році місто мало площу 3,28 км², з яких 3,24 км² — суходіл та 0,04 км² — водойми.

## Демографія
Згідно з переписом 2010 року, у місті мешкало 345 осіб у 163 домогосподарствах у складі 95 родин. Густота населення становила 105 осіб/км².  Було 197 помешкань (60/км²).
Расовий склад населення:
| - 98,3 % — білих - 0,9 % — корінних американців - 0,6 % — чорних або афроамериканців |

До двох чи більше рас належало 0,3 %. Частка іспаномовних становила 0,3 % від усіх жителів.
За віковим діапазоном населення розподілялося таким чином: 19,7 % — особи молодші 18 років, 58,0 % — особи у віці 18—64 років, 22,3 % — особи у віці 65 років та старші. Медіана віку мешканця становила 46,3 року. На 100 осіб жіночої статі у місті припадало 94,9 чоловіків;  на 100 жінок у віці від 18 років та старших — 93,7 чоловіків також старших 18 років.
Середній дохід на одне домашнє господарство  становив 39 095 доларів США (медіана — 38 500), а середній дохід на одну сім'ю — 48 071 долар (медіана — 44 712). Медіана доходів становила 29 417 доларів для чоловіків та 23 472 долари для жінок. За межею бідності перебувало 6,7 % осіб, у тому числі 6,3 % дітей у віці до 18 років та 12,9 % осіб у віці 65 років та старших.
Цивільне працевлаштоване населення становило 157 осіб. Основні галузі зайнятості: освіта, охорона здоров'я та соціальна допомога — 15,9 %, виробництво — 14,0 %, роздрібна торгівля — 12,1 %, мистецтво, розваги та відпочинок — 12,1 %.